# Miguel Benlloch Martínez
Miguel Benlloch Martínez (Valencia, 3 de junio de 1893-Madrid, 4 de febrero de 1983) fue un entomólogo español.

## Biografía
Ingeniero agrónomo, fue profesor de entomología agrícola y de patología vegetal en la Escuela de Ingenieros Agrónomos y director de la Estación de Fitología Agrícola.
Presidente de la Real Sociedad Española de Historia Natural (1948).  Vocal del Patronato Alonso de Herrera del CSIC y consejero dela  Institución Alfons el Magnànim de la Diputación de Valencia. Especializado en control de plagas, en 1953 fue elegido académico de la Real Academia de Ciencias Exactas, Físicas y Naturales, pronunciando el año siguiente el discurso de ingreso La lucha contra las plagas del campo; su evolución en los últimos treinta años.  Fue delegado español en la Organización Europea para la Protección de Plantas. En 1965 fue presidente de la delegación española en el simposio de la FAO sobre la lucha contra los plagas y en 1968 participó en las II Jornadas de Fitiatria y Fitofarmacia de Niza. Recibió las grandes cruces de la Orden del Mérito Agrícola y de la Orden Civil de Alfonso X el Sabio .